# Mella (Repubblica Dominicana)
Mella è un comune della Repubblica Dominicana di 2.470 abitanti, situato nella Provincia di Independencia. Comprende, oltre al capoluogo, un distretto municipale: Colonia Mixta.